# Chalcosyrphus japonica
Chalcosyrphus japonica är en tvåvingeart som först beskrevs av Tokuichi Shiraki 1930.  Chalcosyrphus japonica ingår i släktet mulmblomflugor, och familjen blomflugor. Inga underarter finns listade i Catalogue of Life.